# Лашко
Лашко (словен. Laško) је бањски град и управно средиште истоимене општине Лашко, која припада Савињској регији у Републици Словенији. Овај градић се налази на реци Савињи, испод брда Хум које је високо 538 метара. Први пут се спомиње у списима из 1227. године.
По последњем попису из 2011. године насеље Лашко имало је 3.456 становника.
Лашко је међународно познато по веома значајној Пивари Лашко, која је највећа пивара у Словенији.
Такође у Лашком се налазе Римске топлице, бања која је међу најпознатијим и најпопуларнијим као и најпосећенијим топлицама у Словенији.
Ово насеље је познато по фестивалу пива.
Ово место је било веома погођено поплавама у Словенији 2010. године.

## Име
Име потиче од речи Lasca, која значи Лашко село. Лашко село на српском језику значи Влашко село.